# 海布爾林斯基區

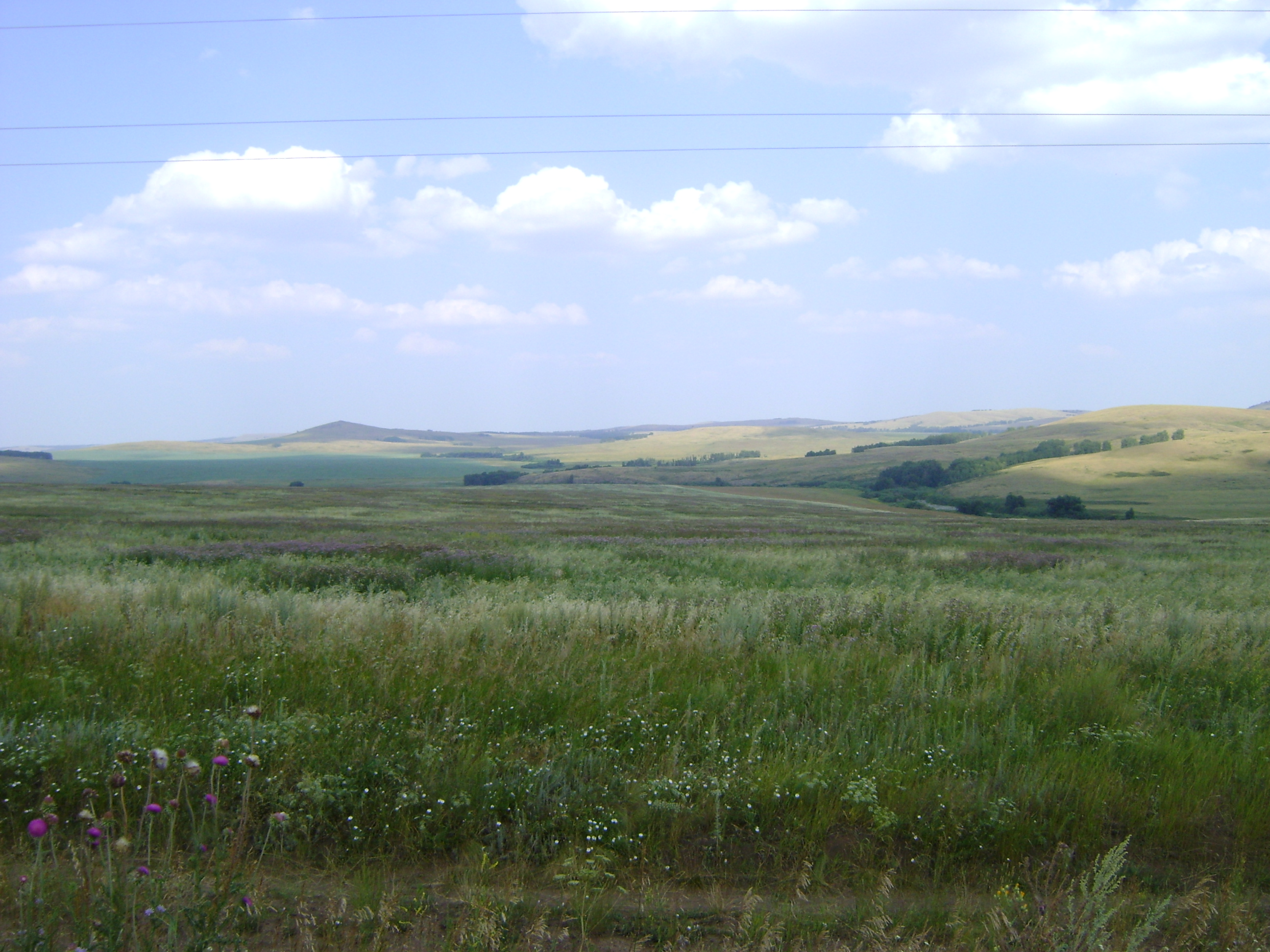

51°52′N 58°13′E / 51.867°N 58.217°E
海布爾林斯基區（俄语：Хайбуллинский район），是俄羅斯的一個區，位於該國西南部，由巴什科爾托斯坦共和國負責管轄，始建於1930年8月20日，面積3,912平方公里，2010年人口33,398，人口密度每平方公里8.54人。